# Bab al-Faraj
Bab al-Faraj (àrab: باب الفرج, Bāb al-Faraj, ‘Porta de l'Alleugeriment’), també coneguda com a Bab al-Bawabjiyah (àrab: باب البوابجية, Bāb al-Bawābjiyya) o Bab al-Manakhliyah (àrab: باب المناخلية, Bāb al-Manāẖliyya) és una de les antigues portes de Damasc, capital de Síria. La porta es va construir com a part integrant d'un gran programa de refortificació de la ciutat després de la seva presa per Nur-ad-Din Zangi el 1154. La porta bessona creua un pont sobre el riu Barada que recorre les muralles de la part nord de Damasc.
La porta destaca per ser l'única porta supervivent de la ciutat que es va construir després de la conquesta musulmana de Damasc.

## Història
La porta, situada al tram de la muralla del nord, prop de l'angle nord-est de la ciutadella, va ser construïda durant el període aiúbida per Nur-ad-Din Zangi el 1154–55. As-Sàlih Ayyub va fortificar encara més la porta el 1239–40 i va afegir una altra porta al nord de la porta original. Bab al-Faraj va ser reconstruïda de nou el 1396–1397 durant el domini dels mamelucs.

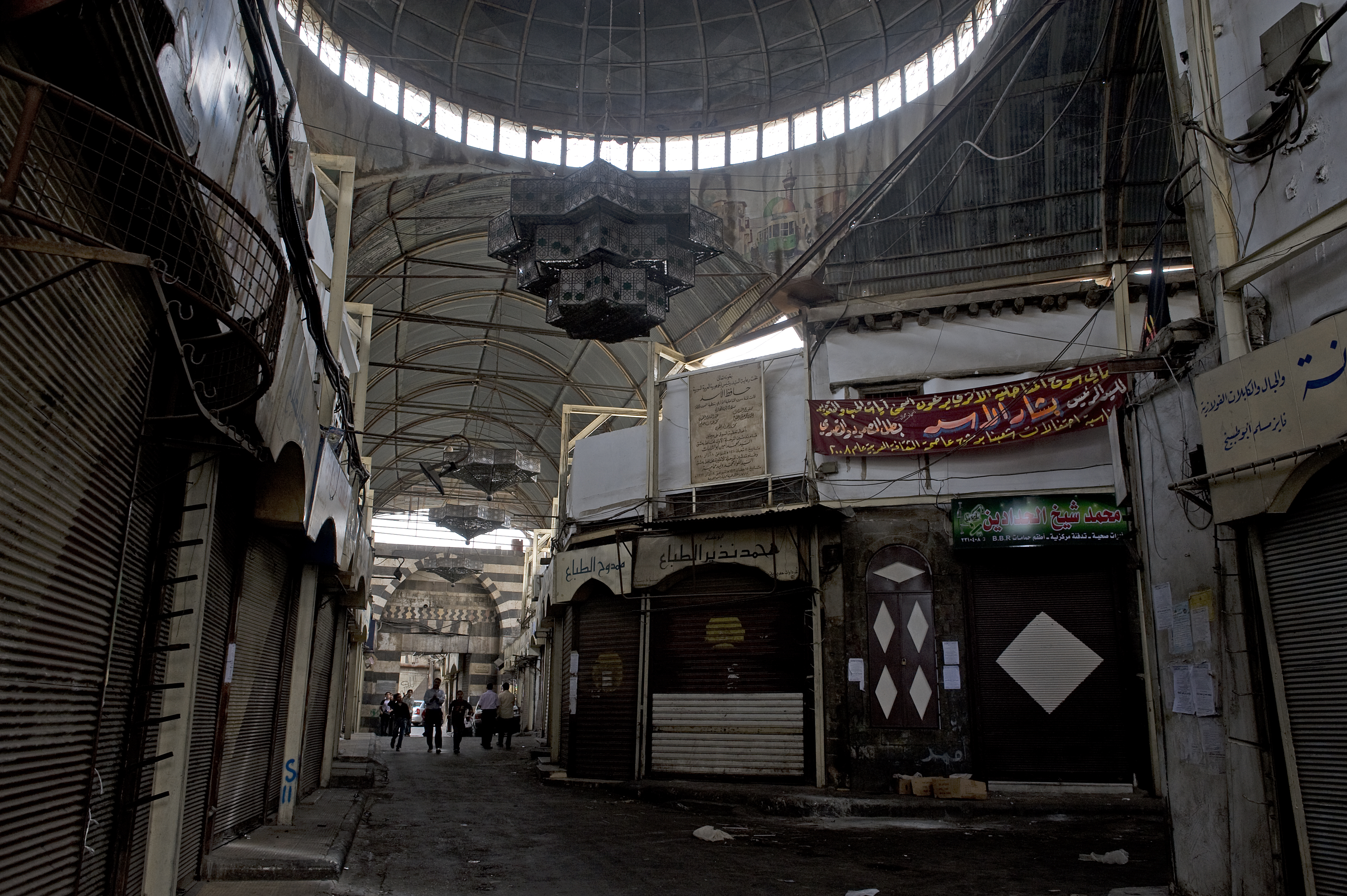
Passadís interior reconvertit en soc.

La porta va ser renovada i restaurada a la dècada de 1980. Les dues portes separades estan connectades per un carreró estret amb teulada d'acer que avui dia serveix com a soc petites peces de ferro i claus. La porta nord s'obre al carrer modern d'al-Malik Faisal, i encara serveix com a principal entrada nord-oest a la Ciutat vella.
El brancal oriental de la porta original de Nur-ad-Din encara és visible, mentre que l'occidental ha estat absorbit per les botigues del voltant. El brancal està decorat amb una combinació de motllures d'estil alepí i gravats de tres fulles sense tiges. Les addicions posteriors d'as-Sàlih van incloure una columna monolítica reutilitzada com a llinda, i les quatre mènsules sobre l'arc de relleu.